# Skilda världar
Skilda världar är en dramaserie, den första i svensk TV-historia att sändas fem dagar i veckan. Den sändes i totalt sex säsonger med 500 avsnitt i TV4 åren 1996–2002. Serien var en svensk version av den australiska såpoperan Sons and Daughters från 1982 där handlingen till stor del byggde på en historia som kretsade kring två familjer, Bovallius och Toivonen, och spänningen mellan över- och arbetarklass. Tvillingarna Daniel Toivonen och Sandra Bovallius växte upp i tron att de tillhörde olika familjer, men efter att de inlett en incestuös kärleksaffär uppdagades deras släktskap med varandra.
Nio år efter sista säsongen hade sänts började serien att släppas på dvd i volymform. Totalt släpptes 15 volymer som innehöll samtliga 500 avsnitt. I augusti 2014 producerades och sändes även en dokumentär om serien på TV4, där några av skådespelarna som medverkade i serien intervjuades om vad de arbetade med nu efter att ca 18 år hade gått sedan serien började sändas. Detta program hette Skilda världar – vad hände sen?. Serien har även visats i omgångar i TV4 Play.

## Om serien
Skilda världar blev den första såpoperan i Sverige att sändas flera dagar i veckan istället för bara en gång i veckan som de dåvarande konkurrenterna Tre Kronor och Rederiet gjorde. Under den första säsongen sändes serien fem dagar i veckan för att sedan i ett och ett halvt år sändas fyra gånger i veckan innan den fortsatte med fem avsnitt per vecka i en halv säsong. Efter tre sända säsonger gjorde produktionen en formatförändring då man började att sända serien en gång i veckan i entimmesavsnitt (dock fyrtiofem minuter utan inräknade pauser) vilket skedde efter att den övertog nedlagda Tre Kronors sändningstid på onsdagar. En ny såpopera vid namn Nya tider ersatte Skilda världar som varje dag-såpa från hösten 1999.
I genomsnitt hade Skilda världar 1,3 miljoner TV-tittare per avsnitt. Som högst nådde serien 1 546 000 tittare, vilket var den 23 maj 1997. Under seriens första säsong ökade den i popularitet först efter att ungefär halva säsongen gått. Det första avsnittet som fick över miljonen tittare blev det tjugosjunde avsnittet, vilket sändes den 29 oktober 1996. Som sämst fick seriens 491:a avsnitts första halva endast 601 000 tittare.
Under 1999 skrevs även tre böcker av Tomas Blom som fick namnen Sveket, Mötet och Krisen. Böckerna baserades på Skilda världar men utspelade sig innan TV-serien tog sin början.

### Inspelningsplatser

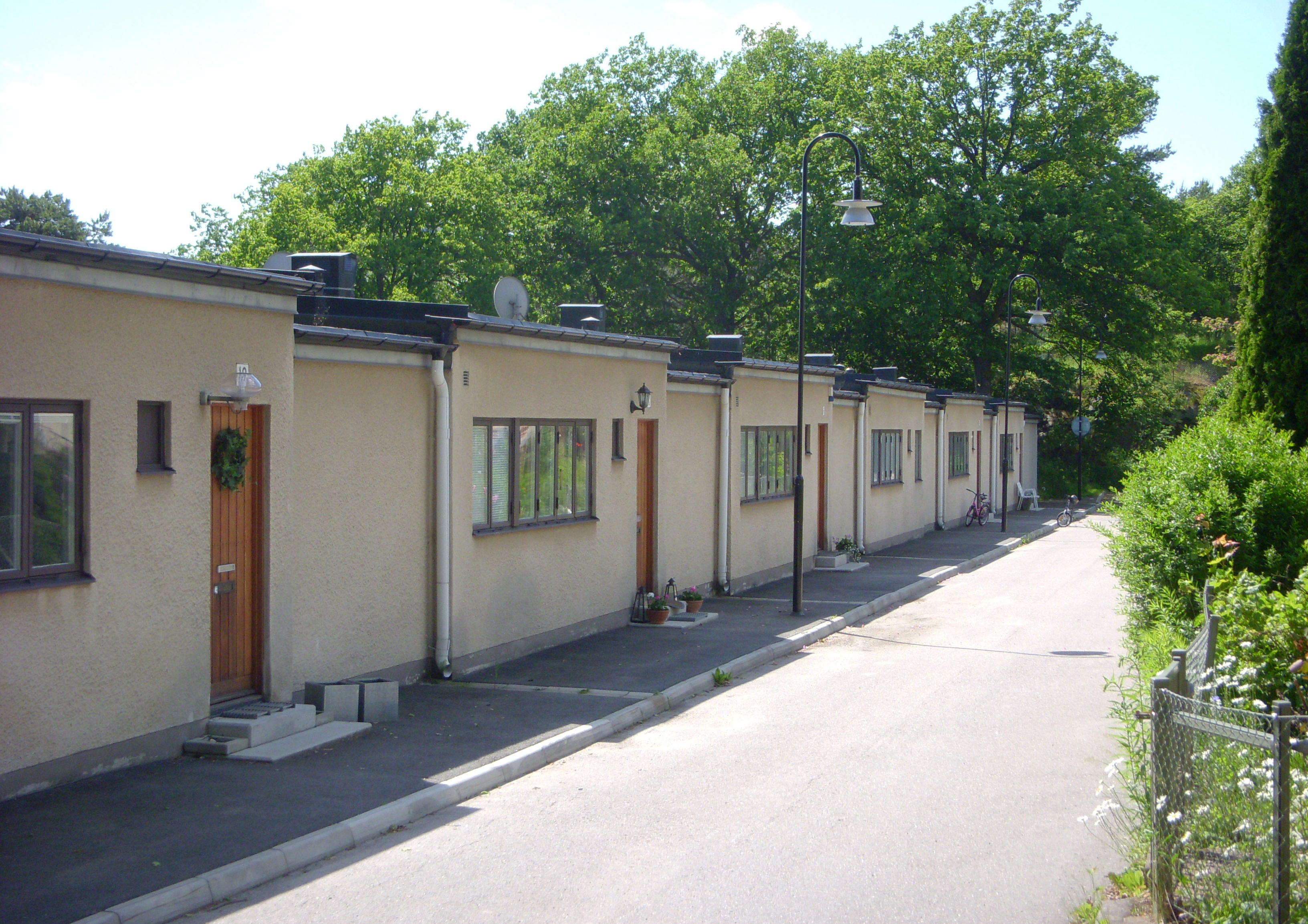
Familjen Toivonens radhus (Havrevägen på Kvarnholmen i Nacka)

Till skillnad från många andra serier i genren såpopera sades det aldrig var serien utspelade sig för karaktärerna även om den spelades in till större delen i Stockholmsförorten Nacka men även på andra platser runt om i Stockholm. Större delen av de interiöra miljöerna spelades in i en studio på Kvarnholmen i Nacka medan några av de exteriöra miljöerna var Stora Nyckelvikens herrgård i Nacka (där Villa Björkudden utspelades), Hornsgatan 82 på Södermalm i Stockholm (där Lillemor Bloms café Blå Valvet låg) och på Havrevägen på Kvarnholmen i Nacka (där familjen Toivonen hade sitt radhus). Ytterligare exteriöra miljöer i serien spelades in i centrala Stockholm och förorten Nacka, men även på andra platser såsom Tyresö slott i Tyresö kommun utanför Stockholm.

## Säsonger
| Säsong | Säsongsstart(er)                    | Säsongsavslutning(ar)          | Avsnitt          | Antal avsnitt (helsäsong) | Snitt- tittarsiffror hösten | Snitt- tittarsiffror våren | Sändningsdag(ar)                                                    | DVD- Volym |
| ------ | ----------------------------------- | ------------------------------ | ---------------- | ------------------------- | --------------------------- | -------------------------- | ------------------------------------------------------------------- | ---------- |
| 1      | 23 september1 1996, 27 januari 1997 | 13 december 1996, 23 maj 1997  | 1-60, 61-140     | 140                       | 998 583                     | 1 255 835                  | måndag-fredag 19.00-19.30 (hela perioden)                           | 1-4        |
| 2      | 8 september 1997, 12 januari 1998   | 18 december 1997, 21 maj 1998  | 141-200, 201-271 | 131                       | 1 226 800                   | 1 258 450                  | måndag-torsdag 19.30-20.00 (hela perioden)                          | 4-7        |
| 3      | 17 augusti 1998, 18 januari 1999    | 10 december 1998, 28 maj 1999  | 272-340, 341-425 | 154                       | 1 159 550                   | 1 173 755                  | Hösten: måndag-torsdag 19.30-20.00 Våren: måndag-fredag 19.30-20.00 | 7-10       |
| 4      | 15 september 1999, 19 januari 2000  | 1 december 1999, 19 april 2000 | 426-437, 438-450 | 25                        | 1 278 875                   | 1 232 692                  | onsdagar 20.00-21.00 (uppdelade i två halvor)2                      | 11-12      |
| 5      | 20 september 2000, 7 februari 2001  | 6 december 2000, 9 maj 2001    | 451-462, 463-475 | 25                        | 1 035 667                   | 1 001 077                  | onsdagar 20.00-21.00 (uppdelade i två halvor)2                      | 12-14      |
| 6      | 5 september 2001, 16 januari 2002   | 21 november 2001, 1 maj 2002   | 476-487, 488-500 | 25                        | 1 030 958                   | 914 200                    | onsdagar 20.00-21.00 (uppdelade i två halvor)2                      | 14-15      |

1 Det allra första avsnittet sändes lördagen den 21 september 1996, men den riktiga premiären skedde måndagen den 23 september 1996.

2 Avsnitt 500, det vill säga det allra sista avsnittet, sändes utan att vara uppdelat i två halvor. Övriga avsnitt under säsong 4-6 var uppdelade i två halvor, där pausen bestod av ett s.k. "Inför"-program.

### DVD-utgivning 2011–2014
Nio år efter att det sista avsnittet hade sänts i TV4 började produktionsbolaget Nordisk Film ge ut serien på DVD. Av rättighetsskäl delades släppen upp i flera publiceringar över en treårsperiod och till följd av den större avsnittsmängden kunde produktionsbolaget inte förhålla sig till de ursprungliga avsnittsindelningarna. Dessutom valde man att separera avsnitt med olika längder och fördelade volymerna efter detta. En del avsnitt saknade även originalkopior varför arkivkopior med något sämre bild- och ljudkvalité fick ersätta.

### Sändningar i TV4 Play
Sedan serien släpptes på DVD har TV4 vid enstaka tillfällen haft hela eller delar av avsnitten publicerade i TV4 Play, men till följd av rättighetsskäl har det bara varit under begränsade tidsperioder. Vid vissa av dessa publiceringar har säsongsfördelningen sett annorlunda ut mot hur den såg ut från början när den sändes på 1990- och 2000-talet och vid en publicering lades inte alla avsnitt ut. TV4 har dessutom ibland haft som krav att tittaren har behövt ha ett så kallat premiumkonto för att kunna ta del av avsnitten medan i andra fall har avsnitten varit tillgängliga för typer av konton även om avsnitten då avbrutits för reklamavbrott om vederbörande saknat ett premiumabonnemang.

## Rollista

### Huvudroller
| Karaktär                   | Skådespelare        | Säsong   | År                   |
| -------------------------- | ------------------- | -------- | -------------------- |
| Sandra Bovallius           | Lina Pleijel        | 1–2      | 1996–1998            |
| Daniel Toivonen            | Bengt Dahlqvist     | 1–6      | 1996–2002            |
| Rebecka Bovallius          | Jessica Zandén      | 1        | 1996–1997            |
| Rebecka Bovallius          | Nina Gunke          | 2–3, 5–6 | 1997–1999, 2000–2002 |
| Harald Bovallius           | Lars-Erik Berenett  | 1–3      | 1996–1998            |
| Tom Bovallius              | Matti Berenett      | 1–6      | 1996–2002            |
| Karin Toivonen             | Pia Oscarsson       | 1–6      | 1996–2002            |
| Matti Toivonen             | Gunnar Mosén        | 1–3      | 1996–1998            |
| Mikael "Micke" Toivonen    | Hampus Björck       | 1-6      | 1996–2002            |
| Christina "Stina" Toivonen | Sascha Zacharias    | 1–3      | 1996–1998            |
| Ylva Strandberg            | Lena Lindblom       | 1–3      | 1996–1999            |
| Nora Strandberg            | Tuva Novotny        | 1–3, 4–6 | 1996–1999, 2000–2002 |
| Lukas Strandberg           | Joachim Persson     | 1–3      | 1996–1998            |
| Anna Andersson             | Cajsalisa Ejemyr    | 1–2      | 1996–1997            |
| Lillemor Blom              | Marianne Hedengrahn | 1–3      | 1996–1999            |
| Sofie Johansson            | Sabina Lindgren     | 1–3      | 1996–1998            |
| Lasse Grönberg             | Kalle Thor          | 1–3      | 1996–1999            |
| Alex Lindholm              | Folke Regen         | 1–3      | 1996–1999            |
| Camilla Moe                | Isabell Sollman     | 1–3      | 1997–1999            |
| Frida Lindberg             | Claudia Galli       | 2–6      | 1997–2002            |
| Jimmy Williams             | Peter Gardiner      | 2–3      | 1997–1998            |
| Oscar Larsson              | Albin Flinkas       | 3        | 1998–1999            |
| Gustav Jacobsson           | Christer Söderlund  | 3–6      | 1998–2002            |
| Maria Jacobsson Bovallius  | Charlotta Jonsson   | 3–4      | 1999                 |
| Helena Sanchez             | Ines Sebalj         | 3        | 1999                 |
| Julia Svensson             | Rakel Wärmländer    | 3        | 1999                 |
| Morgan Engström            | Johan Hedenberg     | 3–6      | 1999–2002            |
| Olov Collin-Malm           | Tony Samil          | 4-6      | 1999–2002            |
| Alice Cook                 | Bergljót Arnadóttir | 4-6      | 1999–2002            |
| Jennifer Ahlin             | Anna Eklund         | 4–6      | 1999–2002            |
| Louise Nyman               | Maria Lindström     | 4–6      | 1999–2002            |

### Gästroller
| Karaktär                   | Skådespelare            | Säsong   | År                   |
| -------------------------- | ----------------------- | -------- | -------------------- |
| Agnieszka                  | Helena Fernell          | 1–3, 4–6 | 1996–1999, 1999–2002 |
| Andreas Grönberg           | Johan Forslund          | 1–2      | 1996–1998            |
| Gosia Andersson            | Malgorzata Pieczynska   | 1–2      | 1996–1997            |
| Roger Andersson            | Dan Nerenius            | 1        | 1996                 |
| Sebastian Norén            | Magnus Reinfeldt        | 1, 2, 4  | 1996–1997,1998, 1999 |
| Charlie Goldman            | Marianne Scheja         | 1–3      | 1996–1999            |
| Jenny Sundin               | Jennie Eriksson         | 1        | 1996, 1997           |
| Natalie Ekman              | Sara Nygren             | 1        | 1996–1997            |
| Kriminalkommissarie Lundin | Hans Kumlien            | 1        | 1996                 |
| Regina Hansson             | Clara Pawlo             | 1        | 1996–1997            |
| Max Lindholm               | Peter Palmér            | 1–2      | 1996–1998            |
| Bengt Lager                | Toni Wilkens            | 1        | 1996–1997            |
| Susanna Pettersson         | Maria Simonsson         | 1–2      | 1997                 |
| Tony Lindberg              | Henrik Norlén           | 2–3      | 1997–1998            |
| Gustav Sjöstrand           | Jonas Falk              | 2, 3     | 1997, 1999           |
| PS Johansson               | Patrik Larsson          | 2, 3     | 1997, 1998           |
| Henrik Odhammar            | Michel Riddez           | 2        | 1997–1998            |
| Vicky Abrahamsson          | Anneli Martini          | 2        | 1997–1998            |
| Eva Fredriksson            | Malena Hallerdt         | 2        | 1997–1998            |
| Lisa Sandin Berg           | Maria Litorell          | 2        | 1997–1998            |
| John Gustavsson            | Antonio Di Ponziano     | 2        | 1997–1998            |
| Laur Kask                  | Nils Moritz             | 2        | 1997–1998            |
| Jacob Moe Toivonen         | Charlie Agerheim        | 2-6      | 1998–2002            |
| Per Dahl                   | Gösta Engström          | 3        | 1998                 |
| Björn Lövberg              | Fredrik Dolk            | 3        | 1998                 |
| Patrik Svensson            | Daniel Larsson          | 3        | 1998                 |
| Jonas Karlsson             | Bengt Braskered         | 3        | 1998                 |
| Rikard Bergh               | Ole Forsberg            | 3        | 1998–1999            |
| Erik Bergh                 | Markus Erlandson        | 3        | 1998–1999            |
| Sören Melin                | Sten-Johan Hedman       | 3        | 1999                 |
| Stefan Oscarsson           | Richard Tankred         | 3        | 1999                 |
| Roberto Fiorani            | Rico Rönnbäck           | 3        | 1999                 |
| Bo Fredriksson             | Douglas Johansson       | 3        | 1999                 |
| Dagmar Larsson             | Inga Ålenius            | 3        | 1999                 |
| Hasse Larsson              | Fredrik Hiller          | 3        | 1999                 |
| Roland Svensson            | Anders Ahlbom           | 3        | 1999                 |
| Ulf Lindström              | André Gjörling          | 4, 6     | 1999–2000, 2001      |
| Bianca Gatti               | Linda Sjöberg Thelenius | 4, 6     | 2000, 2001           |
| Anders Duprés              | Johan Svangren          | 4–6      | 2000–2002            |
| Malin Andersson            | Dubrilla Ekerlund       | 4–5      | 1999–2000            |
| Jerry                      | Tobias Hjelm            | 4        | 1999                 |
| Leif Söderblom             | Daniel Sjöberg          | 4        | 1999                 |
| Erling Wikström            | Boman Oscarsson         | 5        | 2000–2001            |
| Emil Liljefors             | Martin Öhman            | 5        | 2000–2001            |
| Stig Eriksson              | Niklas Falk             | 5        | 2000                 |
| Kari Nyman                 | Thomas Roos             | 6        | 2001–2002            |
| Håkan Dahlgren             | Jan Waldekranz          | 6        | 2001                 |
| Emma Wilund                | Gabriella Roy           | 6        | 2001–2002            |
| Fredrik Nordin             | Max Lundqvist           | 6        | 2001–2002            |